# Johanna Hansen

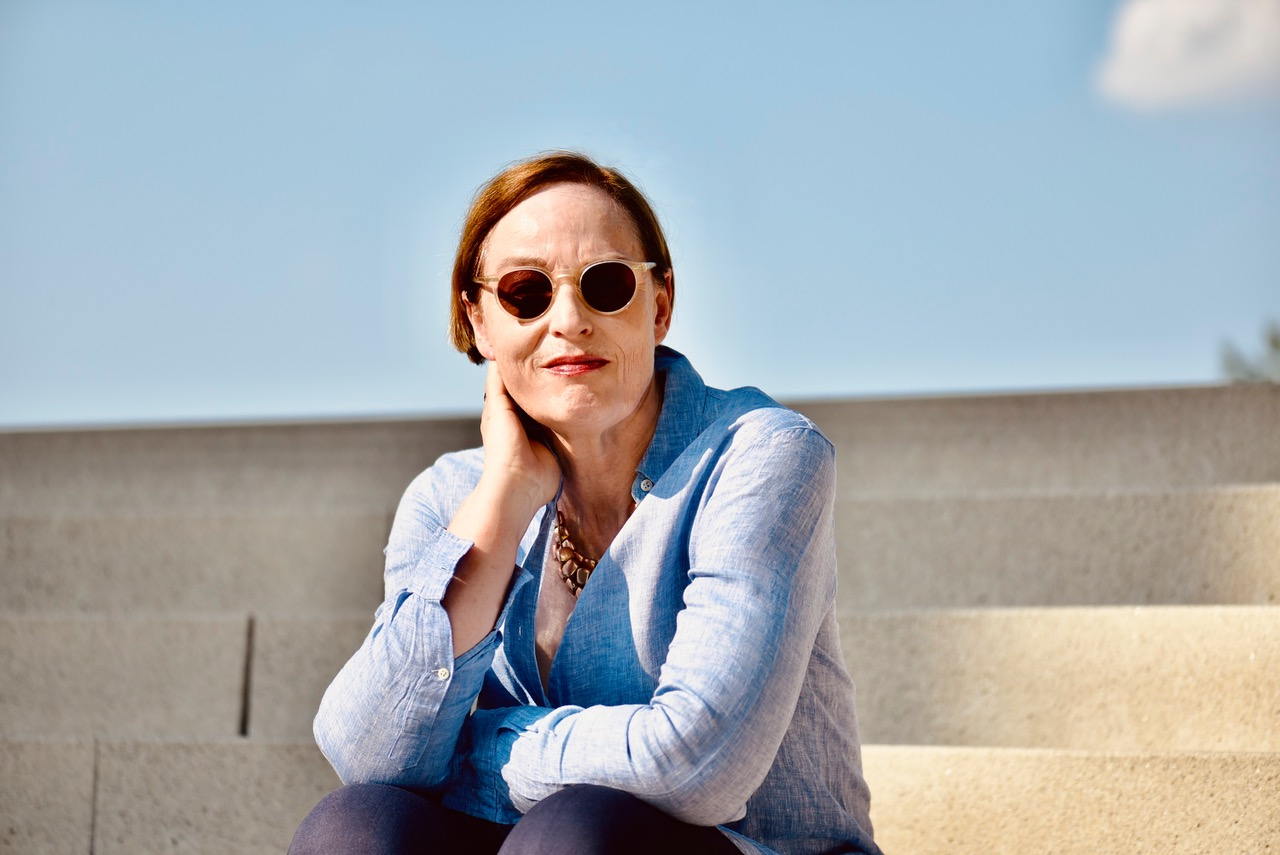
Johanna Hansen (2022)

Johanna Hansen (* 1955 in Moers) ist eine deutsche Schriftstellerin, Malerin und Herausgeberin.

## Leben

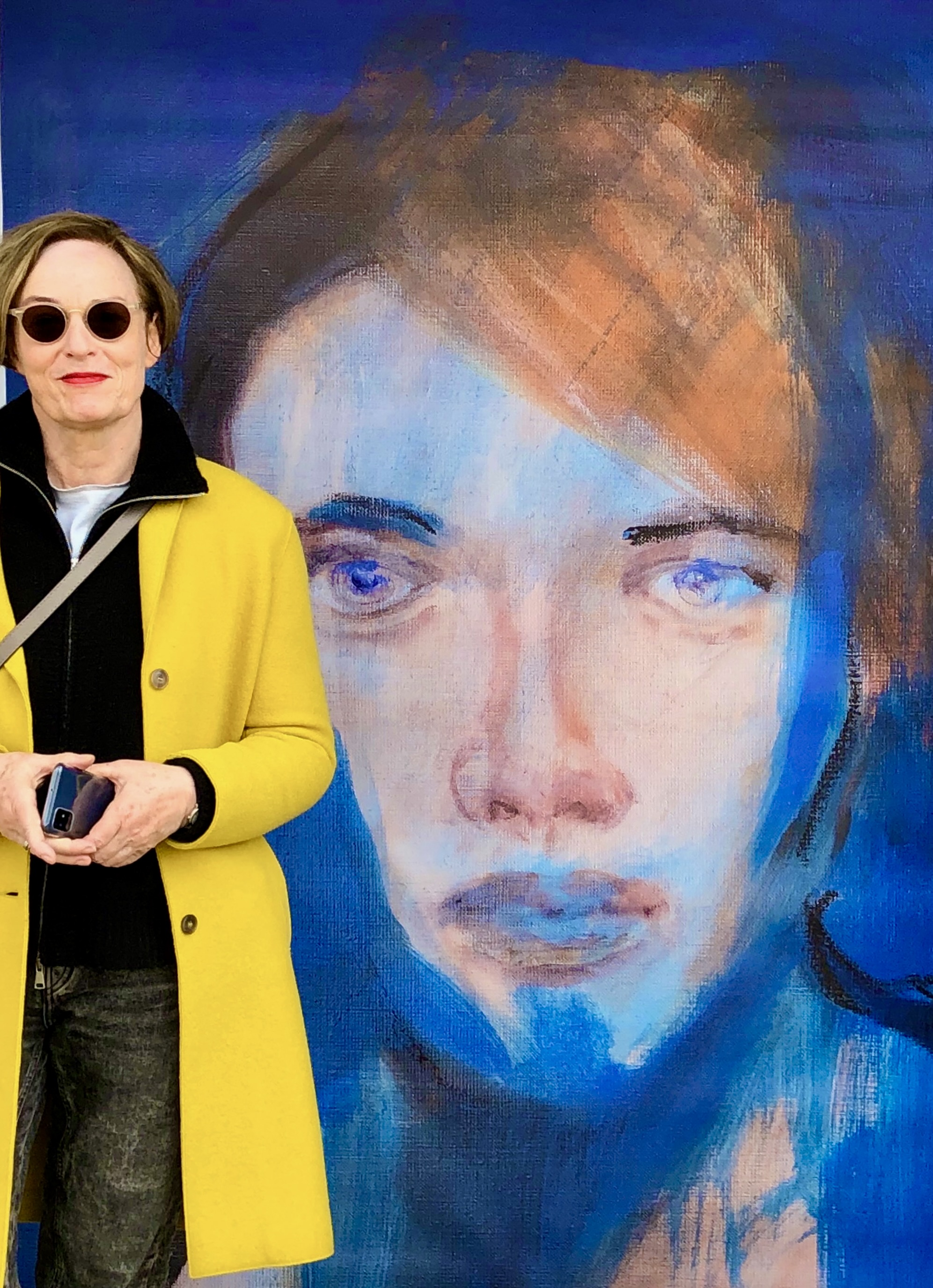
Johanna Hansen mit ihrem Werk „Die Erinnernde“

Johanna Hansen wurde als drittes von fünf Kindern in Moers geboren. Zusammen mit ihren Eltern, Katharina Hansen, geb. Lafon, und Günther Hansen sowie ihren Geschwistern verbrachte sie ihre Kindheit in Kalkar am Niederrhein, studierte nach dem Abitur Germanistik und Philosophie an der Rheinischen Friedrich-Wilhelms-Universität in Bonn und arbeitete nach dem 2. Staatsexamen zunächst als Sprachlehrerin und Journalistin. Heute ist sie Schriftstellerin, Malerin und seit 2013 zusammen mit Wolfgang Allinger Herausgeberin der Literaturzeitschrift WORTSCHAU.
2012 war sie mit rund 150 weiteren Künstlern einen Monat in der Großen Kunstausstellung NRW ausgestellt.
Sie veröffentlicht literarische Texte als Einzelpublikationen, in Literaturzeitschriften, Anthologien und auf Literaturplattformen, u. a. bei Faust-Kultur, Frankfurt. 2019 erhielt sie den Postpoetry Lyrikpreis des Landes NRW.
Sie ist Mitglied im Verein der Düsseldorfer Künstler 1844 e.V., der Gedok Köln und der Gedok A 46
Im Laufe der Jahre entwickelte Hansen in Zusammenarbeit mit Musikern, Komponisten, u. a. mit Christina Fuchs und Joachim F. W. Schneider und mit Videokünstlern Performances, Poesiefilme und spartenübergreifende literarische, musikalische und bildnerische Projekte, u. a. die Poesiefilme mein tier, Sehr verehrter Heinrich Heine, Blau ist ein Lockvogel.
Ihre Gedichte wurden in verschiedene Sprachen übersetzt. Johanna Hansen lebt und arbeitet in Düsseldorf.

## Publikationen (Auswahl)
- zugluft der stille / schneeminiaturen, Hardcover mit SU, hrsg. von Jürgen Brôcan, edition offenes feld, Dortmund 2020, ISBN 978-3-7519-3438-1[7]
- pariser skizzen / je te flingue von Ulrike Schrimpf (Gedichte) zu Zeichnungen von Johanna Hansen, Edition Melos, Wien 2021, Reihe vers libre, Band 7, gebunden, Fadenheftung, Lesebändchen, Schutzumschlag, ISBN 978-3-9519842-8-5[8]
- dasselbe Blau, Gedichte und Bilder, lose Blattsammlung mit Gummibindung, 52 Seiten, Verlag VINSCRIPT, 2013, ISBN 3-944286-05-7[9]
- tisch tuch notizen, Texte und Bilder, Wortschau Verlag 2021, ISBN 978-3-944286-32-7
- Schreiben ist eine Art von Luftwiderstand, ein deutsch-amerikanischer Briefwechsel mit David Oates, Wortschau Verlag 2019, ISBN 978-3-944286-23-5
- Mondhase an Mondfisch, Langgedicht und Bilder, Wortschau Verlag 2022, ISBN 978-3-944286-37-2
- Mein Schlafplatz mein Sprachschatz, Kunstbuch plus CD (mit Musik von Georg Ruby), Onomato Verlag, 2016, ISBN 3-944891-47-3

## Herausgeberschaft (Auswahl)
- WORTSCHAU, Literaturzeitschrift, seit 2013
- Seitenwechsel, ein Tagebuchprojekt mit 6 Autoren und Autorinnen aus 5 Ländern, hrsg. von Johanna Hansen und Wolfgang Allinger, Wortschau Verlag 2022, 200 Seiten mit Fotos ISBN 978-3-944286-39-6[10]
- Körperbilder, hrsg. von Johanna Hansen und Wolfgang Allinger, Sonderheft in Zusammenarbeit mit dem Wilhelm-Hack-Museum Ludwigshafen, Wortschau Verlag 2020, ISBN 978-3-944286-34-1[11]

## Beiträge in Anthologien (Auswahl)
- weißes rauschen, in: Jahrbuch der Lyrik 2018, hrsg. von Christoph Buchwald und Nico Bleutge, Schöffling Verlag 2018, ISBN 978-3-89561-681-5[12]
- rückblick III, in: Jahrbuch der Lyrik 2022, hrsg. von Herausgegeben von Nadja Küchenmeister und Matthias Kniep, Schöffling Verlag 2022, ISBN 978-3-89561-503-0
- rückblick IV, in Jahrbuch der Lyrik 2023 hrsg. von Sonja vom Brocke und Matthias Kniep, Schöffling Verlag 2023, ISBN 978-3-89561-504-7
- Den Atem stillen oder das Brot der Künstlerin, in: Brotjobs und Literatur, hrsg von Christoph Wenzel, Iuditha Balint, Julia Dathe, Kathrin Schadt, Verbrecher Verlag, ISBN 978-3-95732-498-6[13]

## Auszeichnungen
- 2019 Postpoetry Lyrikpreis NRW
- 2018 Autorenresidenz im Schriftstellerhaus Ventspils, Lettland
- 2024 Feldkircher Lyrikpreis (1. Preis)